# Карповтлаш
Карповтлаш (укр. Карповтлаш) — село, входит в Хустскую городскую общину Хустского района Закарпатской области Украины.
Население по переписи 2001 года составляло 143 человека. Почтовый индекс — 90436. Телефонный код — 3142. Код КОАТУУ — 2125383602.

## Монастырь св. Николая
Возле села находится мужской монастырь святого Николая.

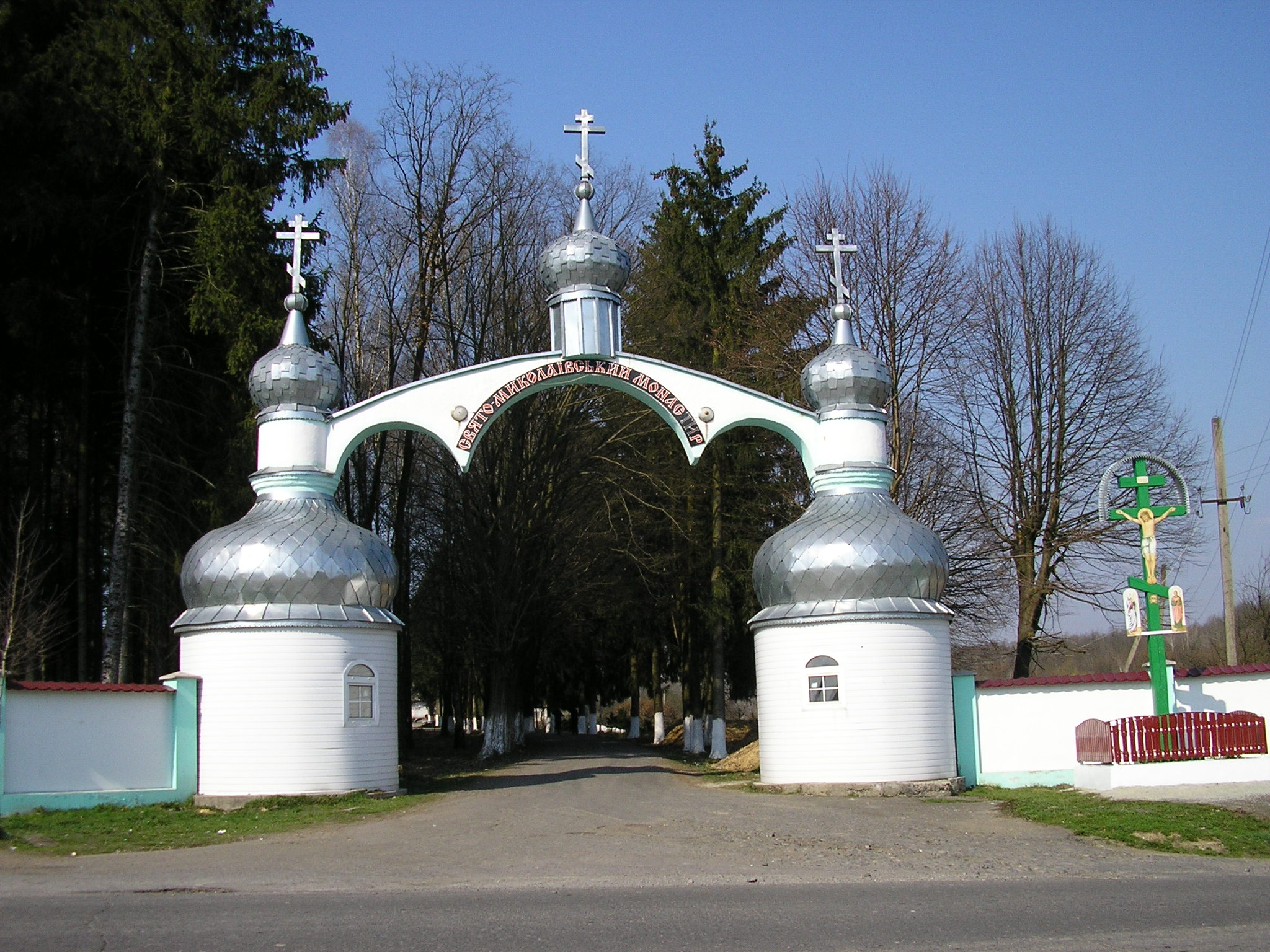
Ворота монастыря
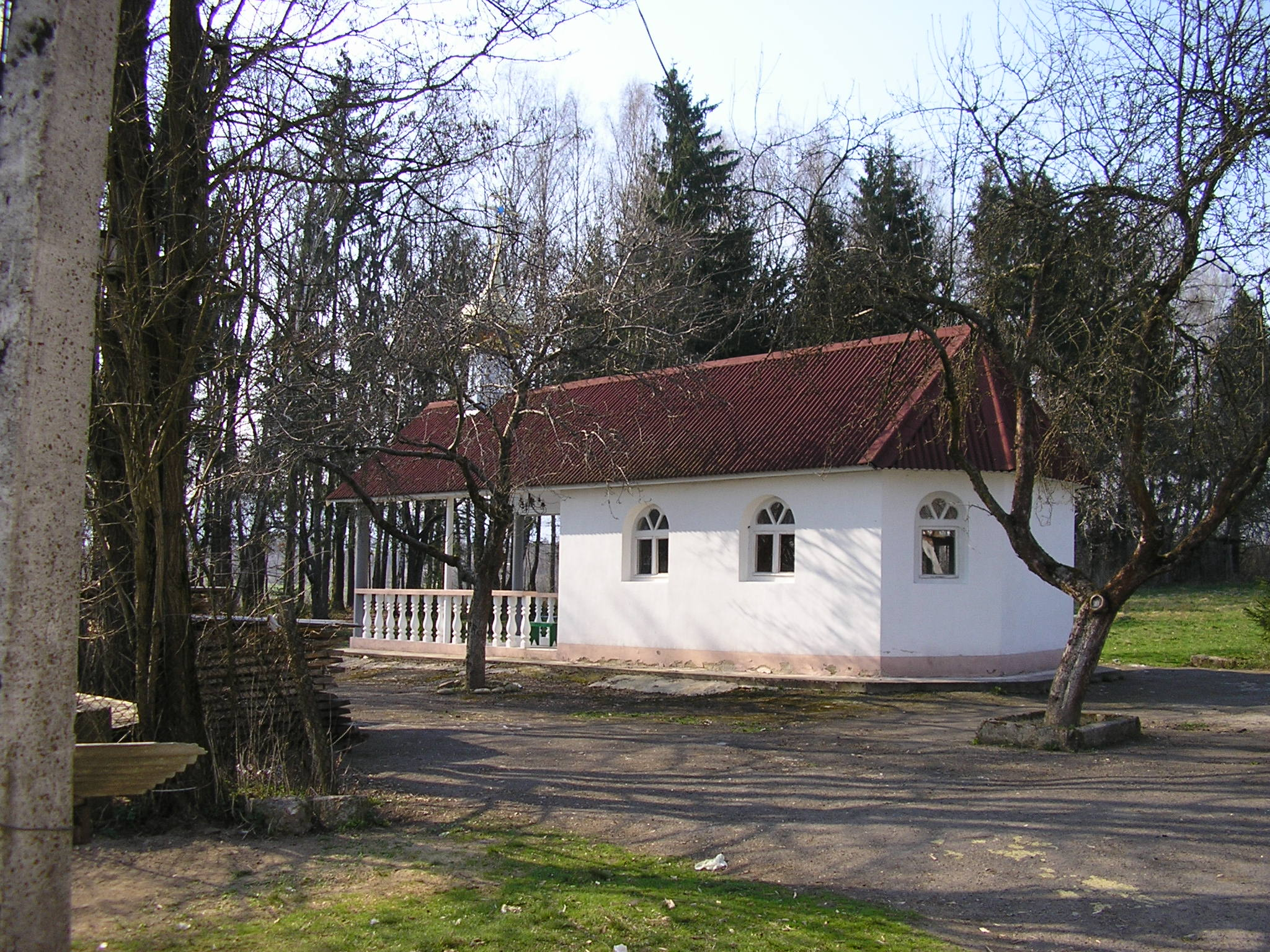
Постройка в монастыре